# Guiche-Piercing
Ein Guiche-Piercing ist ein Piercing durch die Raphe. Das Guiche-Piercing wird üblicherweise von Männern getragen, kann aber auch bei Frauen im Dammbereich gestochen werden. 

## Position
Es sitzt quer zur Naht zwischen Hodensack und Anus bzw. bei Frauen zwischen Vagina und Anus. Da es sich in der Dammgegend befindet, kann es stimulierend auf den Träger wirken. Besonders während der Heilungsphase kann das Piercing beim Sitzen oder sportlichen Betätigungen wie Radfahren und Joggen Komplikationen auslösen.

## Schmuck
Eingesetzt werden kann sowohl ein Curved Barbell als auch ein Ball Closure Ring.

## Heilung
Die Heilung dauert in der Regel zwischen drei und sechs Monaten.
Da es sich ziemlich nah am After befindet, ist besonders während der Heilung, aber auch danach sehr auf Hygiene zu achten.
Da das Gewebe an dieser Stelle recht flexibel ist, lässt sich das Guiche-Piercing, ohne Komplikationen befürchten zu müssen, dehnen. Größerer Schmuck (Gewichte) kann an dieser Stelle jedoch besonders beim Sitzen unkomfortabel sein.